# Gustaw Paweł Neuhaus-Nowodworski
Gustaw Paweł Waldemar Neuhaus-Nowodworski (ur. w październiku 1865 w Królewcu, zm. 1904) – działacz mazurski, redaktor, publicysta.

## Życiorys
Pochodził z rodziny mazurskiej wywodzącej się w Pasymia. Biegle władał językiem polskim i żądał publicznego stosowania nazwiska Nowodworski. Współpracował m.in. z prasą warszawską. Pracował także w "Dzienniku Poznańskim", w "Nowej Reformie" z Krakowa i w ełckiej "Gazecie Ludowej". Z tą ostatnią związał się po odejściu z niej, pod naciskiem Niemców, w połowie 1898, Karola Bahrkego, jednak z funkcją tą być może nie radził sobie dobrze (choć nie wszystkie źródła to potwierdzają) i pismo przejął w 1900 Hugon Bahrke. Redaktorem "Gazety Ludowej" miał został wcześniej (zamiast Karola Bahrkego), ale pierwotnie stawiał być może zbyt wysokie wymagania, m.in. żądał nadania mu polskiego herbu szlacheckiego.
Po opuszczeniu Mazur zatrzymał się w Warszawie, gdzie pisał w "Gazecie Polskiej", ale stanowiska tego nie utrzymał długo. Popadł w depresję. Zmarł w nieznanym miejscu, nie wiadomo kiedy, być może w 1904.
Ogłosił drukiem kilka opracowań dotyczących kwestii mazurskich.